# Олдржих Ротт
Олдржих Ротт (чеськ. Oldřich Rott, 26 травня 1951 в Опочно) — чехословацький футболіст і футбольний тренер, який виступав на позиції півзахисника. Олімпійський чемпіон 1980 року, нині віцепрезидент арбітражного комітету Чесько-Моравського футбольного союзу.

## Клубна кар'єра
Вихованець школи команди «Тржебеховіце-під-Оребем». 1966 року дебютував у складі «Спартака» з Градець-Кралове, у складі якого пробився 1972 року до Першої ліги. Влітку 1973 перейшов у празьку «Дуклу», у складі якої протягом 10 років виграв тричі чемпіонат країни та двічі кубок. У сезоні 1983/84 виїхав грати на Кіпр, проте за рік повернувся до Праги, де завершив кар'єру у складі «Славії».

## Виступи за збірні
У збірній зіграв три матчі. Як гравець збірної Чехословаччини став олімпійським чемпіоном Московських ігор (Чехословаччина перемогла команду НДР 1:0) та бронзовим призером чемпіонату Європи в Італії.

## Тренерська кар'єра
У сезоні 2002/03 працював спортивним директором команди «Хмел» (Блшани), нині є віцепрезидентом арбітражної комісії Чесько-Моравського футбольного союзу.

## Титули і досягнення
- Олімпійський чемпіон 1980
- Чемпіон Чехословаччини: «Дукла» 1977, 1979, 1982
- Володар Кубка Чехословаччини: «Дукла» 1981, 1983